# Brendan Begley
Brendan Begley de jongere broer van Seamus Begley is een Ierse, uit County Kerry afkomstige, folkmuzikant die traditionele muziek op zijn accordeon speelt. Hij laat zijn kunde horen op de albums Seana Choirce uitgebracht in 1987 en We Won't Go Home 'Til Morning, uit 1997 met begeleiding door onder andere Liam O'Flynn op de uilleann pipes. Begley was ook gast op albums bij The Chieftains en doet ook mee met The Boys of the Lough. Samen met fluitist Paul McGrattan, violist Paul O'Shaughnessy, en bouzouki speler Noel O'Grady, speelt hij sedert 1996 in de folkband Beginish.

## Discografie
- Seana Choirce (Wild Oats), 1987
- Jerry O'Sullivan / The Invasion, 1987
- Brendan Begley / It could be a good night yet!
- Beginish, 1996
- Brendan Begley / We Won't Go Home 'Til Morning,1997
- Various Artists / The Magic Of Irish Dance & Song, 1998
- Various Artists / Celtic Dream, 1998
- Celtic colors of the World, 1998
- The West of Ireland, met The Boys of the Lough  1999
- Various / Memories of Irleand II, 2000
- Beginish, Stormy Weather, 2001
- Lonesome Blues an Dancing Shoes, met The Boys of the Lough, 2002
- Irish 2003 Awards, 2003
- Gaelic Ireland, 2002
- Twenty, met The Boys of the Lough, 2005